# Kim (ur. 1943)
Kim, właśc. Alci Martha de Freitas (ur. 31 stycznia 1943 w Montenegro) − piłkarz brazylijski, występujący na pozycji napastnika.

## Kariera klubowa
Kim występował w klubie SC Internacional.

## Kariera reprezentacyjna
W reprezentacji Brazylii Bruno zadebiutował 20 marca 1960 w wygranym 1-0 meczu z reprezentacją Argentyny podczas Mistrzostw Panamerykańskich, na których Brazylia zajęła drugie miejsce. Był to jego jedyny występ w reprezentacji.